# Björninn
Björninn är en ås i republiken Island. Den ligger i regionen Suðurland, i den södra delen av landet, 210 km öster om huvudstaden Reykjavík. Toppen ligger 989 meter över havet.